# Смит, Патти
Патри́ция Ли (Патти) Смит (англ. Patricia Lee «Patti» Smith; род. 30 декабря 1946, Чикаго) — американская певица и поэтесса. Патти Смит принято называть «крёстной мамой панк-рока», отчасти благодаря её дебютному альбому Horses, который сыграл существенную роль в образовании этого жанра. Первые шаги в музыке Смит сделала в 70-х годах на сцене нью-йоркского клуба CBGB, наряду с другими музыкантами новой волны. Наиболее известная песня Патти Смит, «Because the Night», была написана совместно с Брюсом Спрингстином, и поднялась в двадцатку чарта Billboard Hot 100. В 2005 году Смит наградили французским орденом искусств и литературы, а в 2007 её имя было включено в Зал славы рок-н-ролла.

## Биография

### Ранние годы
Патриция Ли Смит родилась в Чикаго 30 декабря 1946 года. В 1949 родители переехали в Филадельфию, а затем в небольшой город Вудбери, на юге Нью-Джерси в 1957. Мать, Беверли, была джазовой певицей и официанткой, а отец, Грант, работал на заводе. В семье росли ещё трое детей — Линда, Тодд и Кимберли; Патти была старшим ребёнком. Будучи непонимаемой в школе, она находит спасение в поэзии Артюра Рембо, книгах писателей бит-поколения и музыке таких артистов, как Джими Хендрикс, The Rolling Stones и особенно Боб Дилан. Она поступила в Государственный Колледж Глассборо, но бросила его в связи с незапланированной беременностью. После она отдала ребёнка на усыновление и нашла работу на сборочном конвейере на заводе, заработав тем самым достаточно денег, чтобы переехать в Нью-Йорк.

### 1967—1973: Нью-Йорк
В 1967 году она нашла работу в книжном магазине «Strand and Scribner’s» и встретила фотографа Роберта Мэплторпа, который стал её любовником (хотя в течение всей жизни больше интересовался мужчинами, чем женщинами). В 1969 Смит переехала с сестрой в Париж, зарабатывая уличными представлениями, также пробуя себя в качестве художника. После возвращения она вместе с Мэплторпом некоторое время жила в задней комнате ночного клуба Max’s Kansas City и в отеле «Челси», а затем участвовала в постановках независимого театра. Став частью нью-йоркской богемы, в 1971 она выступила соавтором и актрисой в автобиографической пьесе драматурга Сэма Шепарда «Ковбойский рот». В это же время она работала над своей поэзией и встретила Ленни Кея, клерка в музыкальном магазине на Бликер Стрит. Кей написал статью для газеты The Village Voice, которая произвела впечатление на Смит, и они оба обнаружили, что разделяют любовь к ранним малоизвестным течениям рок-н-ролла.
Патти пригласила Ленни аккомпанировать ей на электрогитаре на еженедельном публичном чтении стихов в Церкви Святого Марка 10 февраля 1971 года. В течение ближайших двух лет Смит продолжала играть в спектаклях и поэтических чтениях. Она также пишет для таких музыкальных журналов, как Rolling Stone и Creem и участвует в написании песен для группы Blue Öyster Cult. В 1972 году выпускает первый сборник стихов «Seventh Heaven» и выступает на открытии концерта рок-группы New York Dolls в Mercer Arts Center. В ноябре 1973 она и Кей дают памятное выступление «Rock’n’Rimbaud» в Le Jardin на Таймс-сквер, и их партнёрство встаёт на постоянную основу. На выступлениях их сопровождают временные пианисты, и в конечном итоге, весной 1974 к ним присоединился Ричард Сол. Концерты трио становятся смесью из импровизированной устной декламации Патти со спонтанной музыкальной поддержкой Кейа и Сола, между которыми исполнялись кавер-версии произведений рок-н-ролла.

### 1974—1979: Patti Smith Group
Регулярные представления в Нью-Йорке укрепляли растущую репутацию группы, и 5 июня 1974 года, при материальной поддержке Мэплторпа, они приступают к записи первого сингла «Hey Joe / Piss Factory» в студии «Electric Lady». В записи обеих песен на пластинке принял участие гитарист группы Television Том Верлен, с которым у Смит недолгое время были романтические отношения. Осенью 1974 Смит и её группа сыграли представления в Лос-Анджелесе и Сан-Франциско. По возвращении на восточное побережье к ним присоединился бас-гитарист Иван Крал, и группа становится частью нового музыкального направления, которое зарождалось на сцене авангардного манхэттенского клуба CBGB, в котором в то время начинали такие коллективы, как Ramones, Television, Blondie и Talking Heads. С февраля 1975 Патти Смит с группой выступают в CBGB 4 ночи в неделю на протяжении двух месяцев. Там к ним иногда присоединяется барабанщик Джей Ди Доерти, который позже стал постоянным членом группы и привлёк внимание президента лейбла Arista Records, Клайва Дэвиса для подписания контракта.
Она стала работать в студии с продюсером Джоном Кейлом, и в конце 1975 года выпустила свой дебютный альбом, «Horses», восторженно принятый критиками. «Horses» начинается переработкой хита Вана Моррисона, «Gloria», которая открывает альбом знаменитой строчкой: «Иисус умер за чьи-то грехи, но не мои». После турне по Америке и Европе, в октябре 1976 последовал второй альбом — «Radio Ethiopia». Спродюсированный Джеком Дугласом, он содержал более жёсткие, прямые рок-песни, наряду с одними из её самых экспериментальных и свободных по форме. 23 января 1977 года Смит во время концерта в Тампе упала со сцены и сломала два позвонка на шее, после чего была вынуждена взять перерыв на год. За это время она написала сборник стихотворений «Babel».
В 1978 Патти Смит вернулась в студию, и 3 марта выпустила третий альбом, Easter, ставший более доступным для радиоэфира благодаря продюсеру Джимми Йовину. Заглавная песня с альбома, «Because the Night», была написана вместе с Брюсом Спрингстином. Баллада поднялась до 13 места в Billboard Hot 100, что помогло альбому попасть в двадцатку самых продаваемых дисков недели. Четвёртый альбом, Wave (продюсер Тодд Рандгрен), вышедший 19 мая 1979 года, показывает, что звук группы становится более выверенным, однако некоторые критики сочли это её менее удачным материалом. До этого Смит жила с клавишником группы Blue Öyster Cult Алленом Ланье; теперь же певица начала встречаться с гитаристом MC5, Фредом «Соником» Смитом, которому была посвящена песня «Frederick», ставшая первым синглом с альбома. Когда панк-музыка стала выходить из андеграунда, Смит потеряла к ней интерес, и в сентябре 1979, после концерта перед 70,000 зрителей во Флоренции, Patti Smith Group распадается.

### 1980—1995: Семейная жизнь
1 марта 1980 года Фред и Патти поженились и переехали в Детройт, где воспитывали двух детей, Джексона и Джесси. В 1988 Патти записала альбом «Dream of Life», в котором Фред выступил соавтором всех песен, а также сыграл гитарные партии при поддержке членов Patti Smith Group, Ричарда Сола и Джея Ди Доерти. Однако альбом не был предназначен для полноценного возвращения, и Смит исчезла с музыкального горизонта сразу после его выхода. Она продолжает писать, завершает поэтический сборник «Woolgathering» и время от времени выступает с публичными чтениями. В течение следующих лет Патти Смит потеряла сразу несколько близких людей. Пианист Patti Smith Group, Ричард Сол умер в 1991, спустя два года после смерти Роберта Мэплторпа (который также был фотографом Смит для обложек её альбомов). В их честь она дала бесплатные поэтические чтения и исполнение нескольких песен а капелла ночью на открытой площадке Центрального парка в Нью-Йорке. В конце 1994, с промежутком в месяц, от сердечной недостаточности скончались её муж Фред и брат Тодд.

### 1996—2003: Возвращение
Поражённая горем, Смит, по совету Аллена Гинзберга, возвращается к выступлениям и преобразует группу — с Кеем, Доерти, и новым басистом, Тони Шэнэханом, для нескольких небольших туров по западному побережью, нацеленных на восстановление контакта с аудиторией. В 1996 Смит переезжает в Нью-Йорк и снова читает стихи в центральном парке на фестивале Lollapalooza, а в конце года участвует в турне вместе с Бобом Диланом. Группа начинает работу в студии над альбомом Gone Again (продюсер Малькольм Бёрн), в записи которого принимает участие новый второй гитарист, Оливер Рэй, а также Том Верлен, Джон Кейл и Джеф Бакли в качестве приглашённых гостей. Gone Again выдержан в более оптимистичном тоне, чем можно было бы ожидать. Вслед за альбомом выходит книга The Coral Sea, посвящённая памяти Роберта Мэплторпа.
На следующий год вышла более мрачная, чем её предшественница, пластинка Peace and Noise, на которой отразилась реакция Патти на смерть двух её вдохновителей, Аллена Гинзберга и Уильяма С. Берроуза. В 1998 выходит собрание лирики Patti Smith Complete. В 2000 году увидел свет более агрессивный и социально направленный альбом Gung Ho (продюсер Гил Нортон), в записи которого участвует Майкл Стайп. Песни «1959» и «Glitter in Their Eyes» с двух последних альбомов получают номинации премии «Грэмми». В сентябре 2002 выставка художественных и фоторабот Патти Смит открывается в музее Уорхола в Питсбурге. Спустя четверть века сотрудничества Патти Смит покидает Arista Records, выпуская двухдисковый сборник Land (1975–2002), и подписывает контракт с Columbia Records 20 октября.

### С 2004: Настоящее время
В 2004 году первый альбом на новом лейбле, Trampin’, открывает следующую главу её творчества и показывает, что «трёхаккордный рок-н-ролл и сила слова» остались невредимы. Альбом единодушно был назван лучшим из того, что она записывала со времени возвращения в музыку в 96 году. 25 июня 2005 года, к тридцатилетию альбома Horses, Патти Смит со своей группой исполнила его целиком на фестивале Meltdown в Лондонском Royal Festival Hall (это выступление вошло на переиздание альбома в декабре). 2 сентября Патти дала концерт в Санкт-Петербурге, а на следующий день в московском клубе Б-2, где исполнила импровизационное стихотворение в память жертв террористического акта в Беслане. В этом же году Министр культуры Франции наградил Патти Смит орденом литературы и искусства, и она читает лекции о поэтическом наследии Уильяма Блейка и Артюра Рембо. Она также выпускает первый, за почти десять лет, сборник стихов Auguries of Innocence.
В 2006 году, после долгих судебных разбирательств, закрывается нью-йоркский клуб CBGB из-за жалоб соседей. Трёхчасовой концерт Патти Смит 15 октября стал последним выступлением в этом клубе. 12 марта 2007 года её имя было включено в Зал славы рок-н-ролла, свою награду она посвятила покойному мужу. Спустя месяц вышел альбом каверов Twelve. В январе 2008 года на независимом кинофестивале Сандэнс состоялась премьера документального фильма о Патти Смит Patti Smith: Dream of Life, который снимался 11 лет. Фильм вошёл в программу Московского кинофестиваля. 28 марта 2008 года в парижском выставочном центре Фонда Картье открылась выставка фотографий и рисунков Патти, «Land 250», сделанных в период с 1967 по 2007 год. В июле вышел альбом The Coral Sea, при участии гитариста My Bloody Valentine, Кевина Шилдса. 2 сентября 2008 года Патти Смит дала концерт в московском клубе «Б1 MAXIMUM». 30 августа 2008 года Патти Смит выступила в Казани на фестивале «Сотворение Мира», где спела «Everybody Hurts» вместе с Земфирой.
Певица удостоена награды Американской ассоциации композиторов, авторов и издателей (ASCAP).
В 2010 году была опубликована книга мемуаров Смит «Just Kids», посвящённая её взаимоотношениям с Мэплторпом. Книга была удостоена Национальной Книжной Премии США за этот год в категории документальной прозы (nonfiction).
В июне 2012 года увидел свет одиннадцатый студийный альбом певицы Banga.
В 2015 году Adult Swim предложил Смит исполнить песню в честь финала сериала Aqua Teen Hunger Force. Смит, ярая поклонница сериала, записала песню «Aqua Teen Dream» с помощью своих детей и группы. Вокальная дорожка была записана в отеле с видом на залив Леричи. 26 сентября 2015 года Смит выступила на церемонии созыва Американского музея деликтного права. 6 декабря 2015 года она появилась на парижском шоу U2 iNNOCENCE + eXPERIENCE TOUR 2015 и исполнила с группой песни «Bad» и «People Have the Power».
В 2016 году Смит исполнила песню «People Have the Power» в церкви «Риверсайд» на Манхэттене в честь 20-летия программы Democracy Now. К ней присоединился Майкл Стайп. 10 декабря 2016 года Смит присутствовала на церемонии вручения Нобелевской премии в Стокгольме от имени Боба Дилана, лауреата Нобелевской премии по литературе, который сам не смог присутствовать из-за ранее принятых обязательств. После официальной речи Хораса Энгдаля, вечного секретаря Шведской академии, посвященной вручению литературной премии, Смит спела песню Дилана «A Hard Rain's a-Gonna Fall». Возможно, из-за нервов она спела «I saw the babe that was just bleedin'», неправильно произнесла слова второго куплета и не смогла продолжать. Она остановилась и после краткого извинения возобновила песню, что вызвало ликующие аплодисменты в конце.
В 2017 году Смит снялась в роли самой себя в фильме режиссёра Терренса Малика «Между нами музыка» вместе с Руни Марой и Райаном Гослингом. Позже она появилась на детройтском концерте тура U2 «The Joshua Tree 2017» и исполнила с группой песню «Mothers of the Disappeared».
В 2018 году состоялась премьера концертно-документального фильма Смит Horses: Patti Smith and her Band премьера состоялась на кинофестивале «Трайбека» 2018 года и получила широкое признание. Кроме того, Смит выступила в качестве рассказчика в VR-фильме Даррена Аронофски Spheres: Songs of Spacetime вместе с Милли Бобби Браун и Джессикой Честейн.
В 2019 году Смит исполнила свой гимн «People Have the Power» вместе со Стюартом Коуплендом и Choir! Choir! Choir! на фестивале Onassis Festival 2019: Democracy Is Coming, совместно представленном The Public Theatre и Onassis USA. Позже в том же году она выпустила свою последнюю книгу «Год обезьяны». «Захватывающая, искупительная хроника года, в котором Смит пристально вглядывалась в бездну», — заявил Kirkus Reviews.
В ноябре 2020 года Смит должна была получить Международную гуманитарную премию Вашингтонского университета в Сент-Луисе, однако церемония была отменена из-за пандемии COVID-19.

## Активизм
Патти Смит — активная участница Партии Зелёных США, которая номинировала Ральфа Нейдера на президентских выборах в 2000 году. Она исполняла «People Have the Power» на митингах в рамках предвыборной кампании, а также поддерживала Нейдера в других его проектах. На выборах 2004 года Смит поддерживала кандидата от демократической партии, Джона Керри. Зимой 2004 года Патти вновь участвовала в антивоенном турне Ральфа Нейдера, призывающем к импичменту Джорджа Буша.
В сентябре 2006 года Патти Смит представила две новые антивоенные песни в Лондоне. «The Independent» охарактеризовал их как «эмоциональные обвинения американской и израильской внешней политики». Песня «Qana» повествует об обстреле израильской авиацией ливанской деревни Кана. «Without Chains» основана на истории Мурата Курназа, турецкого гражданина, который родился и вырос в Германии, и был заключён в тюрьме Гуантанамо в течение четырёх лет.

Я написала обе песни в ответ на события, которые вызвали во мне возмущение. Это несправедливо по отношению к детям, молодым мужчинам и женщинам, подвергнувшимся аресту. Я гражданка Америки, я плачу налоги от своего имени, а они отдают миллионы и миллионы долларов странам, таким как Израиль, и затем эти бомбы сбрасываются на простых жителей Каны. Это ужасно. Это нарушение прав человека.
Оригинальный текст (англ.)I wrote both these songs directly in response to events that I felt outraged about," she said. "These are injustices against children and the young men and women who are being incarcerated. I'm an American, I pay taxes in my name and they are giving millions and millions of dollars to a country such as Israel and cluster bombs and defence technology and those bombs were dropped on common citizens in Qana. It's terrible. It's a human rights violation.
— Jury, Louise. Patti Smith rails against Israel and US (англ.). The Independent (9 сентября 2006). Дата обращения: 1 октября 2017. Архивировано 28 января 2012 года.
30 августа 2008 года Патти Смит приняла участие в международном фестивале «Сотворение мира», прошедшем в Казани.
24 февраля 2022 года Патти Смит впервые вышла на сцену Капитолийском театре, где осудила войну на Украине. «Я бы солгала, если бы сказала, что на меня не влияет то, что происходит в мире. Мир, каким мы его знаем, закончился в Европе», — сказала Смит в начале выступления, ссылаясь на российское вторжение на Украину ранее в тот же день.

Позже она исполнила гимн Украины, а затем и опубликовала свой перевод на странице в социальной сети Инстаграм. 
«Это то, что я слышала во сне и всю ночь крутится в голове, как трагический хит. Сырой перевод гимна Украины, который народ поет сквозь вызывающие слезы», — написала она в своем Instagram 6 марта.
"Я пыталась сделать несколько вещей, связанных с конфликтом. Первый заключался в том, чтобы сделать очень простую версию их национального гимна, для которой мне пришлось сделать английский перевод и выучить мелодию".

## Влияние
- Патти Смит стала большим источником вдохновения для фронтмена R.E.M., Майкла Стайпа. Слушая её альбом «Horses» в 15 лет, он решил основать группу[48].
- В 2004 году журнал Rolling Stone составил список величайших исполнителей всех времён, куда включил Патти Смит на 47-е место[49]. В этом номере журнала Ширли Мэнсон из группы Garbage рассказала о влиянии Патти на своё творчество.
- Sonic Youth посвятили Патти Смит свой альбом Hidros 3 (To Patti Smith).
- U2 и The Smiths также высказывались о значении Патти для них[50].

## Группа
Текущий состав
- Патти Смит — вокал, гитара (1974—1979, 1988, 1996 — наши дни)
- Ленни Кей — гитара (1974—1979, 1996 — наши дни)
- Джексон Смит — гитара (2016 — наши дни)
- Тони Шэнэхан — бас, клавишные (1996 — наши дни)
- Джей Ди Доерти[англ.] — ударные (1975—1979, 1988, 1996 — наши дни)

Бывшие участники
- Ричард Сол[англ.] — клавишные (1974—1977, 1979, 1988; умер в 1990)
- Иван Крал — бас (1975—1979)
- Брюс Броди — клавишные (1977—1978)
- Фред «Соник» Смит — гитара (1988; умер в 1994)
- Кейсим Салтон[англ.] — бас (1988)
- Оливер Рэй — гитара (1996—2005)
- Джек Петруццелли — гитара (2006—2016)

Временная шкала

## Дискография
| Студийные альбомы - «Horses» (1975) - «Radio Ethiopia» (1976) - «Easter» (1978) - «Wave» (1979) - «Dream of Life» (1988) - «Gone Again» (1996) - «Peace and Noise» (1997) - «Gung Ho» (2000) - «Trampin'» (2004) - «Twelve» (2007) - «Banga» (2012) | Сборники и концерты - «Hey Joe / Radio Ethiopia» (1977) - «Set Free» (1978) - «The Patti Smith Masters» (1996) - «Land» (2002) - «Horses/Horses» (2005) - «iTunes Originals» (2008) - «The Coral Sea» (2008) |

## Публикации на русском языке
- Просто дети. М.: Corpus, 2011
- Я пасу облака. М.: Corpus, 2013, ISBN 978-5-271-45455-4
- Поезд М. М.: Corpus, 2016, ISBN 978-5-17-098865-5
- Преданность; Год обезьяны : повести. М.: Corpus, 2021, ISBN 978-5-17-132863-4